# Československá basketbalová liga 1947/1948
Česká basketbalová státní liga 1947/1948 byla v Česku ligovou basketbalovou soutěží mužů, v ročníku ligy hrálo 12 družstev. Konečné pořadí 1947/1948:
1. Sokol Brno I.  - 2. Viktoria Žižkov Praha - 3. Sokol Kolín - 4. Sokol Pražský I. - 5. Sparta Praha - 6. Sokol Židenice - 7. Staropramen Praha - 8. SK Phillips Praha -  9. SK Slavia Praha - 10. Sokol Žabovřesky - 2 družstva sestup z 1. ligy:  11. Sokol Královo Pole - 12. Sokol Nymburk	 
Dvě první družstva ze soutěže spolu se dvěma družstvy ze Slovenska postoupila do Mistrovství Československa 1947/1948.
Mistrovství Československa 1947/1948 bylo v Československu nejvyšší ligovou basketbalovou soutěží mužů, v ročníku ligy hrála 4 družstva. Titul  mistra Československa získal Sokol Brno I., VŠ Bratislava  skončila na 2. místě a Viktoria Žižkov Praha na 3. místě.  
Konečné pořadí 1947/1948:
1. Sokol Brno I. (mistr Československa 1948) - 2. VŠ Bratislava - 3. Viktoria Žižkov Praha - 4. ŠK Bratislava 

## Systém soutěže
- Česká basketbalová státní liga: Všech dvanáct družstev hrálo dvoukolově každý s každým (zápasy doma - venku), každé družstvo 22 zápasů.
- V níže uvedené tabulce ve sloupci označeném "N" je počet zápasů, které u družstva skončily nerozhodně.
- Mistrovství Československa: Všechna čtyři družstva hrála každý s každým, každé družstvo 3 zápasy.

## Česká basketbalová státní liga 1947/1948
| Poř. | Tým                | Z  | V  | P  | N | Skóre    | Body |
| ---- | ------------------ | -- | -- | -- | - | -------- | ---- |
| 1.   | Sokol Brno I.      | 22 | 21 | 1  | 0 | 1129:622 | 42   |
| 2.   | Sokol Žižkov       | 22 | 17 | 5  | 0 | 904:758  | 34   |
| 3.   | Sokol Kolín        | 22 | 13 | 8  | 1 | 910:781  | 27   |
| 4.   | Sokol Pražský      | 22 | 13 | 9  | 0 | 872:813  | 26   |
| 5.   | Sparta Praha       | 22 | 13 | 9  | 0 | 910:872  | 26   |
| 6.   | Sokol Židenice     | 22 | 11 | 10 | 1 | 852:696  | 23   |
| 7.   | Staropramen Praha  | 22 | 10 | 10 | 2 | 832:827  | 22   |
| 8.   | Phillips Praha     | 22 | 10 | 12 | 0 | 839:847  | 20   |
| 9.   | SK Slavia Praha    | 22 | 9  | 12 | 1 | 923:925  | 19   |
| 10.  | Sokol Žabovřesky   | 22 | 9  | 12 | 1 | 764:800  | 19   |
| 11.  | Sokol Královo Pole | 22 | 2  | 20 | 0 | 649:1136 | 4    |
| 12.  | Sokol Nymburk      | 22 | 1  | 21 | 0 | 795:1303 | 2    |

## Mistrovství Československa 1947/1948
| Poř. | Tým           | Z | V | P | Skóre | Body |
| ---- | ------------- | - | - | - | ----- | ---- |
| 1.   | Sokol Brno I. | 3 | 3 | 0 | :     | 6    |
| 2.   | VŠ Bratislava | 3 | 2 | 1 | :     | 4    |
| 3.   | Sokol Žižkov  | 3 | 1 | 2 | :     | 2    |
| 4.   | ŠK Bratislava | 3 | 0 | 3 | :     | 0    |

## Sestavy (hráči, trenéři) 1947/1948
- Sokol Brno I.: Ivo Mrázek, Jan Kozák, Lubomír Kolář, Miroslav Dostál, Radoslav Sís, Ladislav Šimáček, Milan Fráňa, Říčný, L. Polcar, Helan. Trenér L. Polcar
- VŠ Bratislava: Zoltán Krenický, Jozef Kukura, Jozef Kalina, Tiso, Kluvánek, Štěpánek.
- Sokol Žižkov: Josef Toms, Kocourek, Adamíra, Skronský, Novák
- ŠK Bratislava: Miloš Bobocký, Gustáv Herrmann, Rudolf Stanček, Milan Maršalka, Mašek, Černý, Rolný.
- Sokol Kolín: Fučík, Kopecký, Petráň, Kruliš, Šlacha, Čermák, Kašpar, V. Sajfrt, B.Doležal, Kubáň, Škácha.
- Sokol Pražský: Emil Velenský, Karel Bělohradský, Ladislav Trpkoš, Václav Krása, Jiří Drvota
- Sparta Praha: František Chytil, Miloslav Kříž, Ctirad Benáček, P. Nerad, M. Škoch, Vidlák, Šimek, Chlumský. Trenér J. First
- Phillips Praha: Miroslav Vondráček, Josef Češpiva
- SK Slavia Praha: Josef Ezr, Trenér V. Šenkýř

## Zajímavosti
- Sokol Brno I. od sezóny 1945/46 v řadě do sezóny 1950/51 získal šest titulů mistra Československa, třetí byl v ročníku 1947/48.
- Hráči reprezentace z Uncasu Praha přestoupili do klubu Sokol Pražský, který v této sezóně výrazně posílil.